# Kim Sang-kyum
Kim Sang-kyum (Cheorwon, 30 gennaio 1989) è uno snowboarder sudcoreano specializzato in slalom gigante parallelo e slalom parallelo.

## Biografia
Attivo in gare FIS dal 2005 e specializzato in slalom gigante parallelo e slalom parallelo, Kim ha esordito in Coppa del Mondo il 9 ottobre 2009, giungendo 48º nello slalom parallelo di Landgraaf vinto dall’austriaco Benjamin Karl. Il 30 novembre 2024 a Mylin ha ottenuto il suo primo podio nel massimo circuito, chiudendo 2º nello slalom parallelo alle spalle dell’italiano Edwin Coratti.

## Palmarès

### Coppa del Mondo
- Miglior piazzamento nella Coppa del Mondo di parallelo: 17º nel 2017
- 2 podi:
  - 1 secondo posto
  - 1 terzo posto